# كودزر (أمان أباد)
کودزر (بالفارسية: کودزر) هي قرية تقع في إيران في قسم أمان أباد الريفي. يقدر عدد سكانها بـ 339 نسمة بحسب إحصاء 2016.